# كوبا ليبرتادوريس 1970
كأس ليبرتادوريس 1970 هو موسم من كأس ليبرتادوريس. أقيم خلال الفترة 11 فبراير 1970 وحتى 14 مايو 1970، وشارك فيه  19 فريقاً، وفاز فيه إستوديانتس لا بلاتا.

## النهائي
أقيم النهائي بين الفريق الأرجنتيني إستوديانتس دي لا بلاتا والفريق الأوروغوياني بينارول . استضاف إستوديانتيس مباراة الذهاب في ملعب إستوديانتيس في لا بلاتا في 21 مايو 1970، بينما أقيمت مباراة الإياب في ملعب سينتيناريو في مونتيفيديو في 27 مايو 1970.